# Grönglansgök
Grönglansgök (Chrysococcyx klaas) är en huvudsakligen afrikansk fågel i familjen gökar inom ordningen gökfåglar.

## Utseende och läte
Grönglansgök är med en kroppslängd på 18 centimeter en mycket liten gök. Hanen är glänsande grön ovan med ett litet vitt streck bakom det mörka ögat, medan undersidan är snövit med mörkgröna fläckar på bröstsidorna. Honan är bronsgrön ovan, under fint rostbandad samt har blekbruna ögon. I flykten visar båda könen vita yttre stjärtpennor, hanen även vita täckare på undersidan av vingarna. Ungfågeln liknar honan, men kraftigare bandad under och även ovan. Lätet är en upprepad vissling: fuiii-fi fuiii-fi.

## Utbredning och systematik
Fågeln är vida spridd i Afrika söder om Sahara, från södra Mauretanien och Senegal österut till Eritrea, Etiopien, söderut till Sydafrika, inklusive ön Bioko i Guineabukten. Den förekommer även på sydvästra Arabiska halvön, i sydvästra Saudiarabien och västra Jemen. Den behandlas som monotypisk, det vill säga att den inte delas in i några underarter.

## Levnadssätt
Grönglansgöken förekommer öppet skogslandskap, buskområden och trädgårdar från havsnivån till 3000 meters höjd, ofta i fuktigare områden än liknande didrikglansgöken. Den för ett tillbakadraget liv och framför allt honan ses sällan. Fågeln lever av insekter, huvudsakligen fjärilslarver men även fjärilar, skalbaggar, termiter och små hopprätvingar. Klaasglansgöken är boparasit på olika sorters sångare, solfåglar, flugsnappare och glasögonfåglar.

## Status och hot
Arten har ett stort utbredningsområde, men tros minska i antal, dock inte tillräckligt kraftigt för att den ska betraktas som hotad. Internationella naturvårdsunionen IUCN listar arten som livskraftig (LC).  Världspopulationen har inte uppskattats men den beskrivs som generellt vanligt förekommande.

## Namn
Fågelns vetenskapliga artnamn hedrar Klaas, en Khoikhoijägare och samlare som medföljde den franske upptäcktsresanden François Levaillant på sina expeditioner i Sydafrika. Tidigare kallades den klaasglansgök även på svenska, men tilldelades 2023 ett mer informativt namn av BirdLife Sveriges taxonomikommitté.